# Танец в Буживале
«Та́нец в Бужива́ле» (фр. Le Bal à Bougival, англ. Dance at Bougival) — картина, написанная французским художником Пьером Огюстом Ренуаром (Pierre-Auguste Renoir, 1841—1919) в 1883 году. Она является частью собрания Музея изящных искусств в Бостоне (инв. 37.375). Размеры — 181,9 × 98,1 см. Описанная как «одна из самых любимых работ музея», она является одной из трех в коллекции, заказанной Полем Дюран-Рюэлем. 

## История и описание
Буживаль — западное предместье Парижа (вниз по течению Сены) — во второй половине XIX века стало излюбленным местом отдыха не только парижан. В год написания картины там умер Иван Тургенев, который пережил в Буживале самые прекрасные годы своей любви. В наше время Буживаль называют «колыбелью импрессионизма», поскольку, кроме Ренуара, здесь работали на пленэре и другие видные импрессионисты (Моне, Сислей).
В 1883 году Ренуар написал три картины, изображающие танцующие пары — «Танец в городе», «Танец в Буживале» (т.е. в предместье) и «Танец в деревне». Эти картины как бы персонифицируют и приближают к зрителю сюжет, использованный в более ранней картине художника «Бал в Мулен де ла Галетт» (1876) — но теперь вместо множества танцующих пар художник в каждой картине концентрируется на одной паре, выписывая её во всех подробностях.
В картине «Танец в Буживале» женщина повёрнута лицом к зрителю, в то время как верхняя часть лица мужчины закрыта полями его соломенной шляпы, так что видна только нижняя часть с бородой и усами. На заднем плане видны деревянные столики кафе и сидящие за ними люди. Фоновое изображение смазано, и это помогает передать ощущение «кружащегося» вокруг танцоров мира.

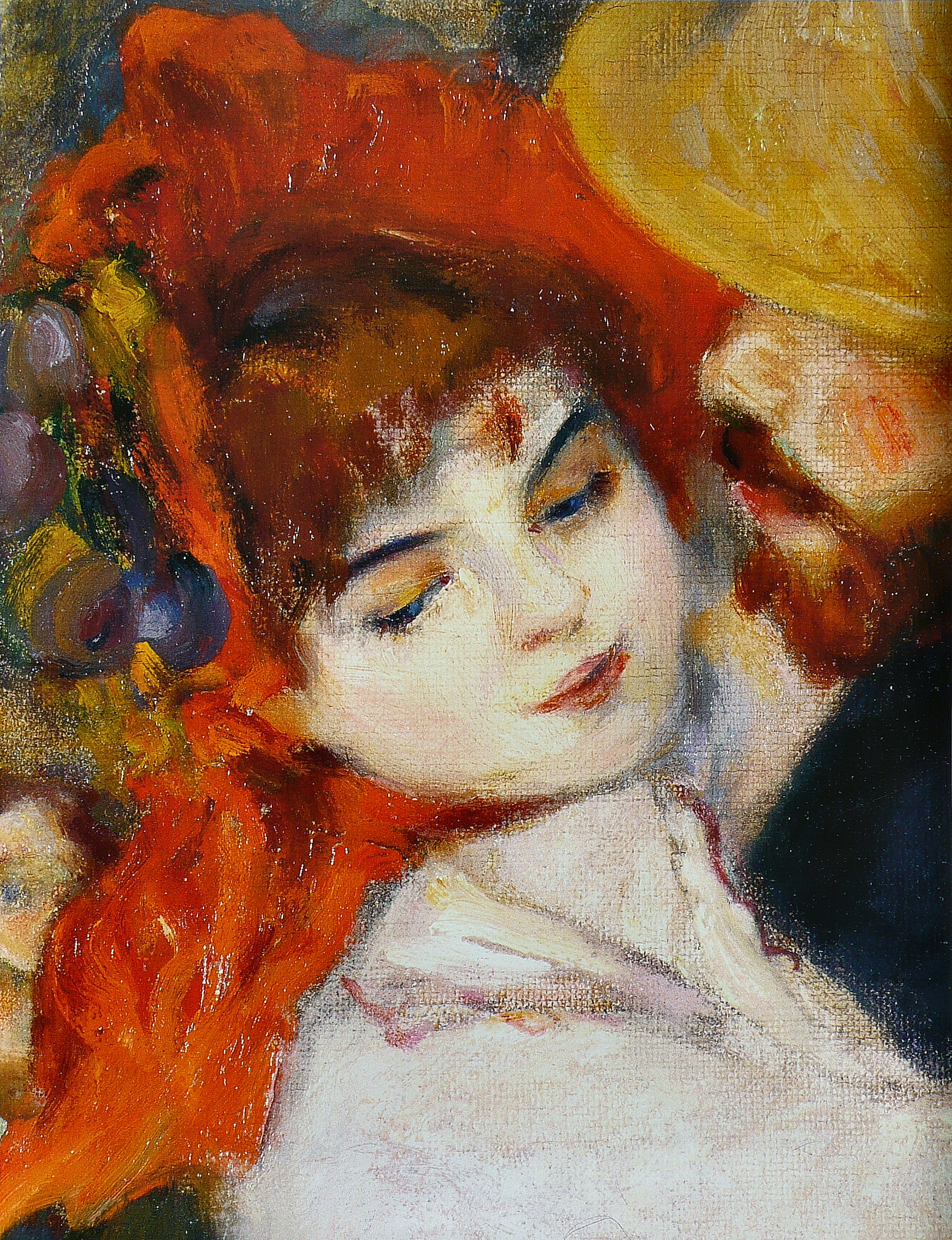
Голова женщины — фрагмент уменьшенной версии картины

Женщина, позировавшая для картины  — Сюзанна Валадон (Suzanne Valadon, настоящее имя Мари-Клементина Валадон), в то время натурщица Ренуара, впоследствии ставшая известной художницей. Исследования, проведённые с помощью рентгеновской радиографии и инфракрасной рефлектографии, показали, что изначально для картины позировала другая, более полная женщина — возможно, Алина Шариго (фр. Aline Charigot), будущая жена Ренуара, которая была моделью для картины «Танец в деревне».
Позирующим мужчиной, вероятно, был Поль Лот (Paul Lhôte) — близкий друг Ренуара, искатель приключений, журналист и писатель. Существует и другая версия — то, что Ренуару позировал Ипполит-Альфонс Фурнез (Hippolyte-Alphonse Fournaise), сын владельца ресторана Фурнез в Шату.
Картина прошла через руки знаменитого маршана Дюран-Рюэля и промышленника Франсуа Депо (фр.) прежде, чем быть приобретённой за $150 000 Бостонским музеем изящных искусств в 1937 году. Две другие картины из «танцевальной» серии остались во Франции; они выставлены в парижском музее Орсе.
По просьбе Сюзанны Валадон, Ренуар также создал уменьшенную версию этой картины (размером 88 × 47.4 см), в которой он ещё больше подчеркнул сходство лица танцующей женщины с Сюзанной. Эта картина в настоящее время находится в частном собрании в США.
В 2012 году был проведен рентгеновский анализ картины в попытке понять, как Ренуар создал эту работу. Этот анализ показал, что первоначальное изображение женщины на картине сильно отличалось от того, на котором Ренуар в конечном итоге остановился. Примечательно, что на ней была другая шляпа, а дама была гораздо больше похожа на женщину на картине «Танец в деревне», которую, предположительно, нарисовала Алина Шариго, жена Ренуара.